# Händigkeit

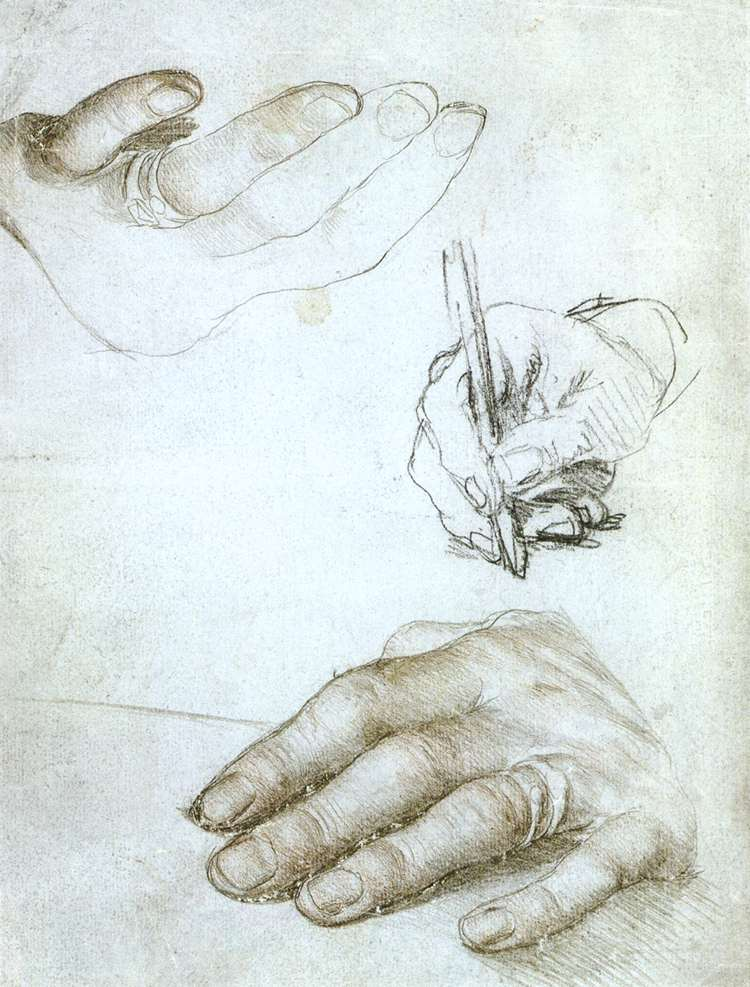
Dominante (das Werkzeug führende) und nichtdominante (unterstützende) Hand

Als Händigkeit bezeichnet man bei Menschen und Tieren die bevorzugte Verwendung einer bestimmten Hand insbesondere für anspruchsvolle und feinmotorische Tätigkeiten. Je nachdem, welche Hand die dominante Hand ist, spricht man von Linkshändern bzw. Rechtshändern.
Der Grad der Händigkeit kann unterschiedlich stark ausgeprägt sein. Außerdem kann sich die Händigkeit im Laufe des Lebens verändern, bei Kindern z. B. durch Erziehung oder unbewusstes Abschauen und bei Erwachsenen durch bewusstes Lernen. Menschen, die eigentlich Linkshänder sind bzw. waren und gelernt haben, mit rechts zu schreiben, werden auch umgeschulte Linkshänder genannt.
Menschen mit keiner oder nur schwach ausgeprägter Dominanz einer Hand werden häufig als Beidhänder bezeichnet. Diese Fähigkeit, die eigenen Hände gleichwertig einsetzen zu können, wird als Beidhändigkeit (auch Ambidextrie) bezeichnet.

## Häufigkeit von Links- und Rechtshändern
Eine klare Überrepräsentation der Rechtshändigkeit findet sich in allen gut untersuchbaren menschlichen Kulturen. Der Anteil von Linkshändern in der europäischen Bevölkerung wird von der Deutschen Gesellschaft für Arbeitsmedizin und Umweltmedizin mit 10 bis 15 % angegeben. Eine neuere Meta-Analyse schätzt den weltweiten Anteil der Linkshänder auf 10,6 %, wobei Männer (11,62 %) häufiger linkshändig sind als Frauen (9,53 %). Der Anteil von so genannten Beidhändern ist Definitionssache: Für das Führen eines Besens oder der Zahnbürste benutzen über 60 % der Rechtshänder und etwa 99 % der Linkshänder auch die nichtdominante Hand, je anspruchsvoller aber die Aufgaben werden, desto deutlicher strebt der Anteil funktioneller Beidhänder gegen Null.
Auch historische Unterschiede lassen sich nicht feststellen. Die Analyse archäologischer Funde (etwa die Untersuchung von Werkzeugen auf Abnutzungsspuren) legt nahe, dass schon die Neandertaler, ausgestorbene Verwandte des modernen Menschen, überwiegend rechtshändig waren. Für andere „Vorfahren“ des Menschen lässt sich dies nicht klar feststellen, da die Funde (Knochen, Werkzeuge, …) häufig nicht ausreichen, um Aussagen über Händigkeit oder gar die in einer Bevölkerungsgruppe präferierte Hand zu treffen. Den ältesten Nachweis von Rechtshändigkeit stellt ein 1,8 Millionen Jahre alter Oberkiefer eines Homo habilis dar. Für die Gegenwart lässt sich mehrheitliche Rechtshändigkeit in allen Zivilisationen feststellen.

## Bestimmung der Händigkeit
Die Angaben über den Anteil von Links- und Rechtshändern in der Bevölkerung können sich von Studie zu Studie stark unterscheiden. Dies ist zu einem großen Teil darauf zurückzuführen, dass es unterschiedliche Definitionen von Händigkeit gibt und unterschiedliche Methoden, diese zu bestimmen. Die Methoden reichen vom einfachen Fragen der Teilnehmer, über das Beobachten bei bestimmten Tätigkeiten bis hin zum Testen der Genauigkeit und Geschwindigkeit der Hände bei verschiedenen Aufgaben.
Die Definitionen reichen von der Einteilung in zwei Klassen (Links- und Rechtshänder) oder drei Klassen (Links-, Rechts- und Beidhänder) bis zu Skalen, die jeden beliebigen Grad von Händigkeit erfassen. Außerdem beziehen sich Definitionen von Händigkeit in der Regel auf bestimmte Tätigkeiten, weil ein Mensch bei verschiedenen Tätigkeiten nicht notwendigerweise dieselbe Hand bevorzugt. Im einfachsten Fall kann dies eine einzelne Tätigkeit sein. Oft versteht man unter Rechts- bzw. Linkshändern einfach Menschen, die mit der rechten bzw. mit der linken Hand schreiben. Wenn mehrere Tätigkeiten berücksichtigt werden sollen, greift man häufig auf standardisierte Listen zurück, die neben dem Schreiben auch viele andere alltägliche Tätigkeiten wie z. B. Werfen, Zähneputzen, oder das Trinken aus einer Tasse einbeziehen. Zu den häufiger verwendeten Testverfahren gehören z. B. das Crovitz-Zener Inventory, das Annett Handedness Questionnaire, das Edinburgh Inventory und das Waterloo Handedness Questionnaire.

## Ursachen
Warum ein Mensch Links- oder Rechtshänder ist, lässt sich nicht einfach beantworten.
Schon in der Antike gab es unterschiedliche Ansichten über die Ursache für die Händigkeit.
So ging z. B. Aristoteles davon aus, dass die Händigkeit angeboren ist. Platon dagegen nahm an, dass bei Geburt beide Hände noch vollkommen gleich sind und die Händigkeit eine Folge der Erziehung ist. Er forderte, dass bei der Erziehung darauf geachtet werden sollte, dass die Geschicklichkeit beider Hände trainiert wird.
Bis heute ist die Frage, ob die Gene oder die Umwelt für die Händigkeit verantwortlich sind, nicht abschließend geklärt.
Die Beobachtung, dass linkshändige Eltern häufiger linkshändige Kinder haben als rechtshändige Eltern, kann mit dem Einfluss der Gene oder der Umwelt erklärt werden. Studien mit Zwillingen zeigen allerdings, dass sowohl die Gene als auch die Umwelt die Händigkeit beeinflussen. Einerseits haben eineiige Zwillinge häufiger die gleiche Händigkeit als zweieiige Zwillinge, andererseits ist es nicht selten, dass eineiige Zwillinge eine unterschiedliche Händigkeit haben.

### Genetische Ursachen
Die zwei bekanntesten Modelle zur genetischen Ursache der Händigkeit sind die „Right-Shift“-Theorie von M. Annett und die „Dextral/Chance“-Theorie von McManus. Beide Modelle nehmen an, dass nur ein einzelnes Gen für die Händigkeit verantwortlich ist und beiden liegt die Idee zu Grunde, dass es nicht eine Genvariante für links und eine Genvariante für rechts gibt, sondern nur eine für rechts (R) und eine neutrale (N). Da Menschen zwei Chromosomensätze haben (Diploidie), ergeben sich vier mögliche Kombinationen. Die Kombination R/R führt zu Rechtshändigkeit, R/N und N/R führen häufiger zu Rechtshändigkeit als zu Linkshändigkeit und bei N/N sind Links- und Rechtshändigkeit gleich wahrscheinlich.
Mit dieser Theorie lässt sich erklären, warum es mehr Rechts- als Linkshänder gibt und warum eineiige Zwillinge mit denselben Genen unterschiedliche Händigkeit haben können.
Ob die Händigkeit tatsächlich durch ein einzelnes Gen bestimmt wird und welches dies ist, bleibt bis heute ungeklärt. Als Kandidaten vorgeschlagen wurden das Gen PCDH11Y auf dem Y-Chromosom sowie das Gen LRRTM1 auf dem Chromosom 2.

### Bedingungen während der Entwicklung
Das Geschwind-Behan-Galaburda-Modell geht davon aus, dass ein erhöhter Testosteronspiegel während der embryonalen Entwicklung das Wachstum der linken Gehirnhälfte hemmt, was zu einer Dominanz der rechten Gehirnhälfte und somit zu Linkshändigkeit führt. Mit diesem Modell kann erklärt werden, warum Männer häufiger Linkshänder sind als Frauen.
Eine weitere Theorie, die die Händigkeit mit den Bedingungen während der Entwicklung erklärt, wurde von F.H. Previc vorgeschlagen. Im letzten Drittel der Schwangerschaft liegen die meisten Kinder mit dem rechten Ohr nach vorne (aus Sicht der Mutter). Dadurch soll sich die linke Gehirnhälfte auf Sprache spezialisieren, weil das rechte Ohr mit mehr Geräuschen stimuliert wird, und die linke Gehirnhälfte sich auf Motorik spezialisieren, weil beim Gehen der Mutter der Gleichgewichtssinn des Kindes auf der linken Seite mehr stimuliert wird.

### Erziehung und Kultur
Welchen Einfluss die Erziehung, und damit auch die Kultur, auf die Händigkeit haben, lässt sich an der zeitlichen Veränderung des Anteils der Linkshänder beobachten, der während der zweiten Hälfte des 20. Jahrhunderts spürbar gestiegen ist. Während früher allen Kindern das Schreiben mit der rechten Hand beigebracht wurde, setzte sich in den westlichen Ländern mehr und mehr die Meinung durch, dass man Schulkinder nicht zwingen sollte, mit der rechten Hand zu schreiben.
Ebenso zeigt sich dieser Effekt im höheren Anteil von Linkshändern unter Kindern asiatischer Einwanderer in den USA im Vergleich zu Kindern in Asien.

## „Händigkeit“ bei Tieren
Typische Asymmetrien des Nervensystems lassen sich schon bei den Weich- und Krustentieren beobachten. Bei männlichen Winkerkrabben ist eine der beiden Scheren stark vergrößert und dient dazu, Geschlechtspartnerinnen anzulocken und das Revier zu verteidigen. Bei höheren Säugetieren gibt es sehr viele Beispiele von Händigkeit, die meistens bei der Nahrungsbeschaffung deutlich wird. So wurde beispielsweise bei Walrossen beobachtet, dass sie überwiegend die rechte Vorderflosse benutzen, um am Meeresboden nach Muscheln zu graben. Ratten, Katzen und Affen bevorzugen allesamt eines ihrer Gliedmaßen zur Durchführung anspruchsvollerer Aufgaben, allerdings sind „Rechts- und Linkshänder“ jeweils etwa gleich stark vertreten. Menschenaffen zeigen (ähnlich wie der Mensch) bei einfachen Aufgaben noch keine ausgeprägte Händigkeit; je komplexer die Aufgabe, desto deutlicher wird auch bei ihnen eine standardisierte Rollenverteilung zwischen den Händen. Eine auf Gruppenebene überwiegende Rechts- oder Linkshändigkeit wurde jedoch nur gelegentlich beobachtet: So sollen Zwergschimpansen für das Tragen die linke Hand, Gemeine Schimpansen für das Werfen die rechte Hand bevorzugen.
Wild lebende Kängurus und verwandte Beuteltierarten zeigen eine Bevorzugung der linken Vorderpfote im Alltag, wie dem Kratzen an der Nase, dem Pflücken eines Blattes oder dem Herunterbiegen eines Astes. Die Ausprägung einer Händigkeit bei Beuteltieren überrascht, denn anders als Plazentatiere besitzen Beuteltiere keinen Hirnbalken, der die Gehirnhälften verbindet. Besonders auffällig zeigt sich die Linkshändigkeit beim Roten Riesenkänguru und dem östlichen Grauen Riesenkänguru. Das kleinere Rotnackenwallaby scheint die linke Vorderpfote für Feinmanipulation zu bevorzugen, für Anwendungen, die Kraft erfordern, benutzt es dagegen lieber die rechte Pfote. Bei baumbewohnenden Beuteltieren oder auch bei Beuteltieren, die sich in der Regel auf allen vier Beinen fortbewegen, zeigt sich diese Ausprägung nicht.
Bei Delfinen wurde beim Zuwenden zu Nahrung am Grund eine „Rechtsflossigkeit“ größer als 90 % festgestellt.

## Lateralität von Gehirn und Hand

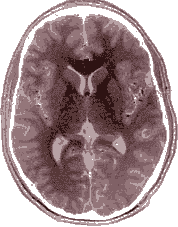
Linke und rechte Hirnhälfte (Transversalschnitt durch ein menschliches Gehirn – Einzelbild einer Magnetresonanztomographie)

Erkenntnisse aus Untersuchungen zur Lateralisation des Gehirns zeigen, dass überwiegend die linke Hirnhälfte für die motorische Steuerung der rechten Körperseite und die rechte Hirnhälfte für die der linken Körperseite zuständig ist.
Als „dominante“ Hirnhälfte wird diejenige bezeichnet, die vorrangig für die Verarbeitung von Sprache zuständig ist. Bei 95 % der Rechtshänder befindet sie sich links, bei 2 % rechts. Bei 3 % ist das Sprachzentrum auf beide Hirnhälften aufgeteilt. Auch bei der Mehrzahl der Linkshänder liegt das Sprachzentrum links, nämlich bei 70 %, bei 15 % ist es auf beide Hemisphären verteilt, bei weiteren 15 % liegt es rechts. Es gibt also eine gewisse Korrelation zwischen der „dominanten“ Gehirnhälfte und derjenigen Gehirnhälfte, die die starke Hand steuert. Dennoch liegt das Sprachzentrum bei der Mehrzahl der Linkshänder auf der linken Seite, welche für die „schwache“ rechte Hand zuständig ist. Es liegt also keine eindeutige Gesetzmäßigkeit vor in der Verbindung von Händigkeit und Lateralisation des Gehirns. Wenn man einen Anteil von 10 % Linkshändern voraussetzt, liegen bei etwa 7 % der Bevölkerung die Steuerung der „starken“ Hand und das Sprachzentrum in verschiedenen Gehirnhälften – ohne dass Nachteile entstehen.
Durch gezielte magnetische Impulse (transkranielle Magnetstimulation, TMS) über dem motorischen Cortex konnte die Wahl der Hand für eine einfache Tätigkeit temporär „umgeschaltet“ werden.

## Vorteile
In der Evolution hat sich die hemisphärische Spezialisierung des Gehirns vermutlich durchgesetzt, weil so die beiden Hirnhemisphären nicht in Konkurrenz zueinander treten konnten. Vorteile der Einhändigkeit gegenüber der Beidhändigkeit werden in größerer Präzision der Handarbeit durch spezifisches Training gesehen. Unklar sind die Vorteile mehrheitlicher Rechtshändigkeit. Von Thomas Carlyle soll die „Schlachtfeldtheorie“ stammen, nach der Soldaten rechts die Waffe und links den Schild trugen, wodurch sie ihr Herz besser schützen konnten. Allerdings sind Schilde erst seit der Bronzezeit in Gebrauch, also seit etwa 5000 Jahren, und schon die viel früher (vor etwa zwei Millionen Jahren) lebenden Urmenschen waren überwiegend rechtshändig.

## Auswirkungen im Alltag

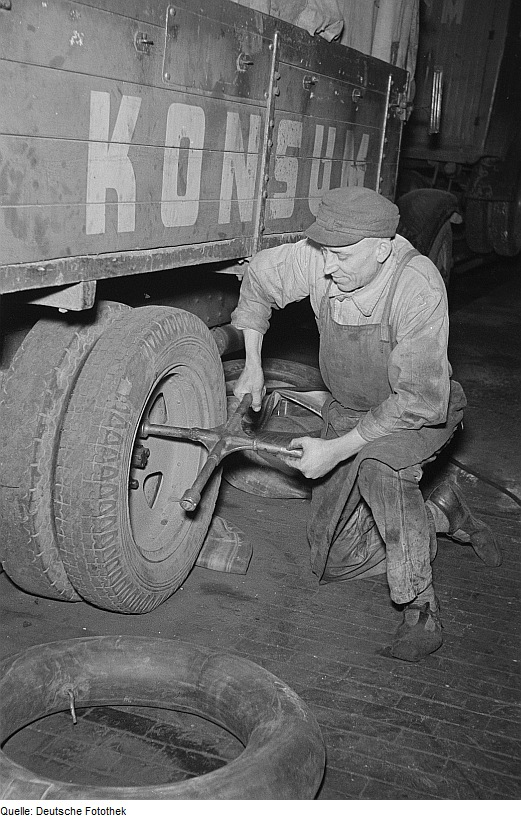
Das Anziehen von Schrauben und Muttern erfordert mehr Kraft als das Lösen. Rechtsgewinde erleichtern Rechtshändern das Anziehen und werden daher bevorzugt.

Manche Werkzeuge sind der rechten Hand angepasst, so der Korkenzieher mit Rechtsgewinde. Ein Daumenkino wird rechts an der Bindung gehalten und dort durch Biegen angespannt, der linke Daumen bietet Gegenhalt und dosiert das Blättern – ein Buch wird genau andersherum gehalten, gegenläufig durchgeblättert und man betrachtet dabei die Vorderseiten der Blätter. Die Schneiden einer Schere schneiden besser, wenn sie die durch Daumen und Finger der rechten Hand üblicherweise ausgeübten Drehmomente aneinandergepresst werden. Schwere Schneiderscheren, aber auch manche Haushaltsscheren mit Kunststoffgriffen (Augen), haben insbesondere für den Daumen einen schräg zur Querrichtung orientierten Tunnel, sodass der linke Daumen beim Ergreifen nicht durchpasst. Linkshänder benötigen genau die spiegelbildliche Konstruktion.

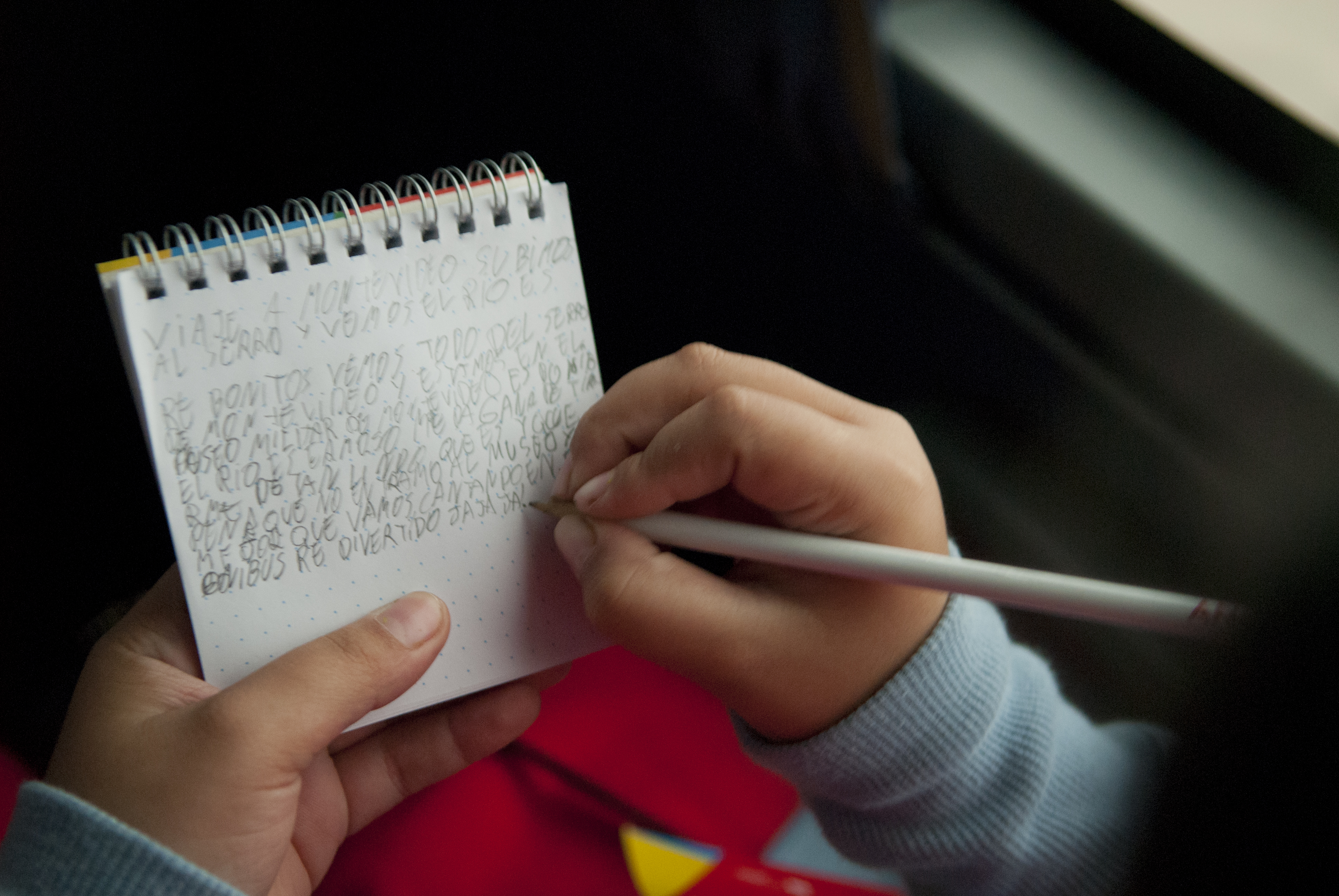
Bei rechtsläufiger Schreibrichtung kann ein Rechtshänder die letzten Zeichen, die er geschrieben hat, sehen.
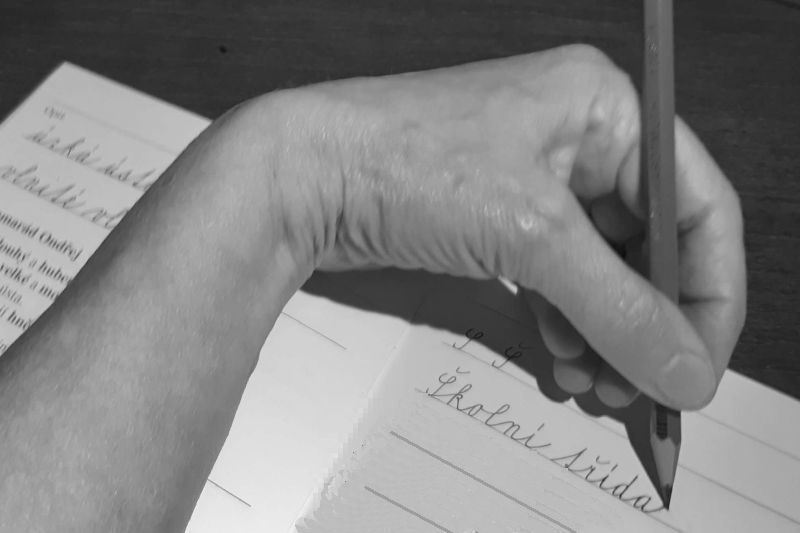
Ein Linkshänder muss dazu seine Hand verdrehen.

## Äugig-, Ohrig- und Füßigkeit

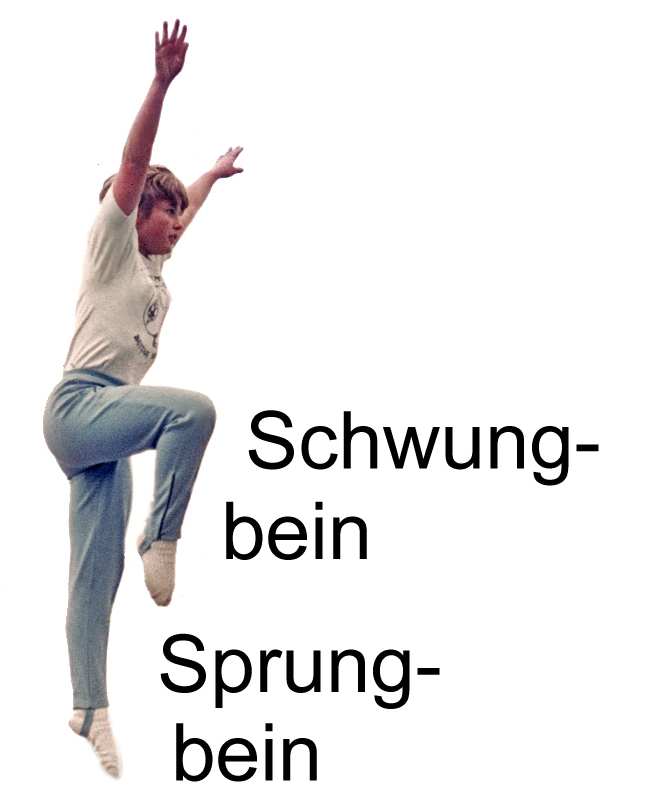
Sprungbein und Schwungbein

Weitere Lateralisationen neben der Händigkeit sind Äugigkeit, Ohrigkeit und Füßigkeit. Diese Lateralisationen werden in der Regel über Fragebögen festgestellt („Mit welchem Auge schauen Sie durch ein Fernrohr?“). Wenn Menschen bei unterschiedlichen Organen unterschiedliche Seiten bevorzugen, spricht man von „gekreuzter Lateralisation“. Von Personen, die hinsichtlich aller vier Organpaare „eindeutig lateralisiert“ sind, zeigen gut 63 % eine Rechtskongruenz, gut 3 % eine Linkskongruenz und gut 33 % eine Inkongruenz. Ein Drittel dieser Personen weist also eine gekreuzte Lateralisation auf.
Im Sport spricht man von Rechtsfüßigkeit und Linksfüßigkeit, bisweilen auch von Rechts- und Linksbeinigkeit, oder man trifft disziplinabhängige Unterscheidungen, im Fußball z. B. zwischen Spiel- und Standbein, in der Leichtathletik zwischen Sprung- und Schwungbein. Beim Skateboard und Snowboard unterscheidet man zwischen regular (Rechtsfüßigkeit) und goofy (Linksfüßigkeit). Die Füßigkeit ist gleichmäßiger ausgeprägt als die Händigkeit. Etwa die Hälfte der Menschen ist rechtsfüßig, die andere eher linksfüßig.